# Ізотони

Період напіврозпаду нуклідів

Ізотони — атоми різних хімічних елементів, у ядрах яких є однакова кількість нейтронів і які відрізняються кількістю протонів.
Термін «ізотон» був запропонований німецьким фізиком К. Гуггенхаймером на основі слова «ізотоп», шляхом заміни «п» (протон) на «н» (нейтрон).